# Торегали
Торегали (каз. Төреғали, до 199? г. — Карасу) — упразднённое село в Казталовском районе Западно-Казахстанской области Казахстана. Упразднено в 2018 г. Входило в состав Карасуского сельского округа. Код КАТО — 274855500.

## Население
В 1999 году население села составляло 190 человек (106 мужчин и 84 женщины). По данным переписи 2009 года, в селе проживало 96 человек (57 мужчин и 39 женщин).